# 갤러리아백화점
갤러리아백화점은 대한민국의 백화점이다.
본점인 갤러리아명품관은 서울특별시 강남구 압구정동에 있다.
갤러리아백화점의 운영 주체는 한화갤러리아로, 본사는 서울 63빌딩이다.

## 연혁
- 1975년 9월 한양스토어 여의점을 개점한 이후, (주)한양수퍼 설립.
- 1978년 5월 한양유통(주) 상호 변경
- 1979년 9월 한양쇼핑센터 영동점(현 : 갤러리아백화점 명품관) 개점
- 1983년 한양쇼핑센터 잠실점(현 : 갤러리아백화점 잠실점), 의류전문점 파르코 개점
- 1985년 한화그룹, 한양유통 인수
- 1988년 6월 일본 세이부(西武) 그룹(현 세종그룹)의 세이유(西友) 스토어사와 기술제휴 조약 체결
- 1989년 한양백화점 천안점 개점
- 1990년 9월 기존의 한양쇼핑센터 영동점에서 갤러리아백화점 명품관을 개점
- 1995년 5월 한화백화점 수원점 개점
- 1997년 1월 전 지점 상호명을 갤러리아백화점으로 통일
- 1999년 5월 잠실점 폐점
- 1999년 12월 제일특산 인수
- 2000년 1월 대전광역시의 동양백화점(현 한화갤러리아타임월드)을 인수
- 2000년 동양백화점 타임월드(현 한화갤러리아타임월드), 동백점 개점
- 2003년 10월 한화마트 9개점, 한화스토아 17개점, 용인시 신갈의 물류센터 등 총 26개점을 (주)롯데쇼핑에 매각
- 2007년 8월 24일 진주점 개점
- 2010년 12월 3일 충청남도 천안시 서북구 불당동 천안아산역 인근에 센터시티점(천안점) 개점(기존 천안점 이전 오픈)
- 2012년 10월 5일 갤러리아 명품관 식품관 '그로서란트'의 새로운 신개념 '고메이 494' 오픈
- 2013년 7월 26일 동백점을 이랜드리테일에 매각
- 2020년 1월 수원점 폐점
- 2020년 3월 광교점 오픈
- 2020년 3월 고메이494한남 오픈
- 2020년 4월 타임월드점 리모델링
- 2021년 4월 한화솔루션과 합병
- 2023년 3월 한화솔루션에서 분리, 한화갤러리아 설립

## 현재 운영 점포
- 명품관 : 1979년 9월 개점하였으며 수도권 전철 수인·분당선 압구정로데오역과 지하 연결 통로로 연결되어 있다. 서울특별시 강남구 압구정로 407(동관). 서울특별시 강남구 압구정로 343(서관).
- 타임월드점 : 1997년 9월 동양백화점에서 동백타임월드라는 이름으로 개점하였으나 2000년 갤러리아에 인수되었다. 대전 지역 법인인 한화갤러리아타임월드가 운영한다. 대전광역시 서구 대덕대로 211[1], 대전광역시 서구 둔산로31번길 16[2], 대전광역시 서구 대덕대로 219[3].
- 광교점 : 2020년 1월 23일에 폐점한 수원점을 대신할 점포로, 영통구 하동에 신축되었다. 2020년 3월 2일 개점하였다. 렘콜하스의 건축사무소 OMA가 외관을 설계했다.
- 센터시티점 : 기존 천안점이 천안아산역 인근으로 이전하여 2010년 12월 개점하였다. 충청남도 천안시 서북구 공원로 227. 기존 천안점에는 신세계백화점이 들어섰다.
- 진주점 : 갤러리아백화점 유일의 영남권 지점으로, 서부 경남 지역에서 보기 드물게 있는 백화점이다. 마레제백화점 건물을 임차해 2007년 8월 24일 개점하였다. 경상남도 진주시 진주대로 1095 (평안동).
- 고메이494 한남 : 2020년 3월 개점한 복합 상업시설이다. 서울특별시 용산구 한남동에 있는 고급형 아파트 나인원 한남의 상가를 통째로 운영하고 있다.

## 과거 운영 점포
- 잠실점

1983년 개점하였으나 1999년에 폐점하였고, 그 자리에는 갤러리아팰리스라는 복합 건물을 지었다.
- 천안점

1989년 9월 개점하였으나, 2010년 12월 천안아산역 인근으로 이전하면서 폐점하였다.
- 갤러리아 콩코스 (서울역점)

2003년 12월 개점하였으나 2012년 12월에 폐점하였고, 롯데아울렛으로 바뀌었다. 서울역 내부에 있었다.
- 동백점

2013년 8월 이랜드그룹으로 넘어가 NC 대전중앙로역점으로 변경되었다.
- 수원점

1995년 8월 개점하였다. 경기도 수원시 팔달구 효원로 282 (인계동). 한화백화점이라는 이름으로 6층 규모로 오픈하였으나, 1997년 갤러리아백화점으로 상호를 바꾸고 8층으로 증축하였다. 2020년 1월 23일을 끝으로 문을 닫았다. 사실상 광교점으로 대체했으며, 수원점이 철거된 후에는 파비오더씨타라는 건물이 들어섰다.

## 같이 보기
- 한화솔루션
- 한화갤러리아타임월드
- 롯데백화점
- 롯데마트
- 압구정 한양아파트